# Hematidrosis

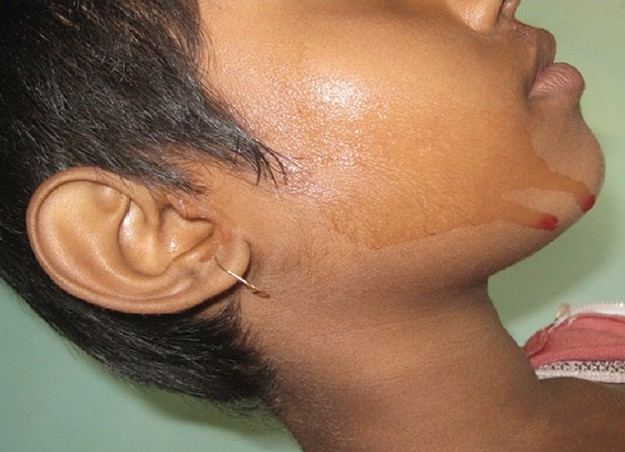
Rood getint zweet veroorzaakt door hematidrosis

Hematidrosis, ook wel bloedzweet genoemd, is een zeer zeldzame aandoening waarbij een mens bloed zweet. De term komt uit het Oudgrieks haîma/haímatos (αἷμα/αἵματος), dat bloed betekent, en hīdrṓs (ἱδρώς), dat zweet betekent.

## Tekenen en symptomen
Meestal sijpelt het bloed uit het voorhoofd, de nagels, de navel en andere huidoppervlakken. Bovendien komt het sijpelen van mucocutane oppervlakken (huid en slijmvliezen) vaak voor, wat bloedneuzen, met bloed bevlekte tranen en plaatsvervangende menstruatie veroorzaakt. De episodes kunnen worden voorafgegaan door hevige hoofdpijn en buikpijn en zijn meestal zelfbeperkend. In sommige omstandigheden is de uitgescheiden vloeistof meer verdund en lijkt het met bloed getint, terwijl andere mogelijk donkerdere felrode afscheidingen hebben die op bloed lijken.
Hoewel de mate van bloedverlies over het algemeen minimaal is, leidt hematidrose er ook toe dat de huid extreem zacht en kwetsbaar wordt.